# Henna

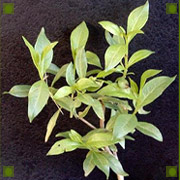
Hennaväxten.

Henna är ett rödbrunt färgämne i form av ett vanligen grönt pulver som i Sverige framförallt används för att färga hår. Henna är det arabiska namnet på busken Lawsonia inermis från vilken bladen insamlas och torkas. Henna har använts framförallt i Asien, Mellanöstern och Afrika under tusentals år för att göra mönster på händer och fötter, men är i västvärlden mest känt som hårfärgningsmedel. Även på andra kroppsdelar förekommer det att man gör icke-permanenta tatueringar med henna.
Det är ovanligt att ren henna framkallar allergiska reaktioner. Däremot saluförs henna uppblandad med kemikalier som kan ge starka allergiska reaktioner med bland annat andnöd som symptom. I svart henna, som inte kommer från hennabusken tillsätts ibland parafenylendiamin (PPD) som är allergiframkallande.
Henna har Colour Index-beteckning Natural Orange 6 (C.I. 75486).

## Bilder

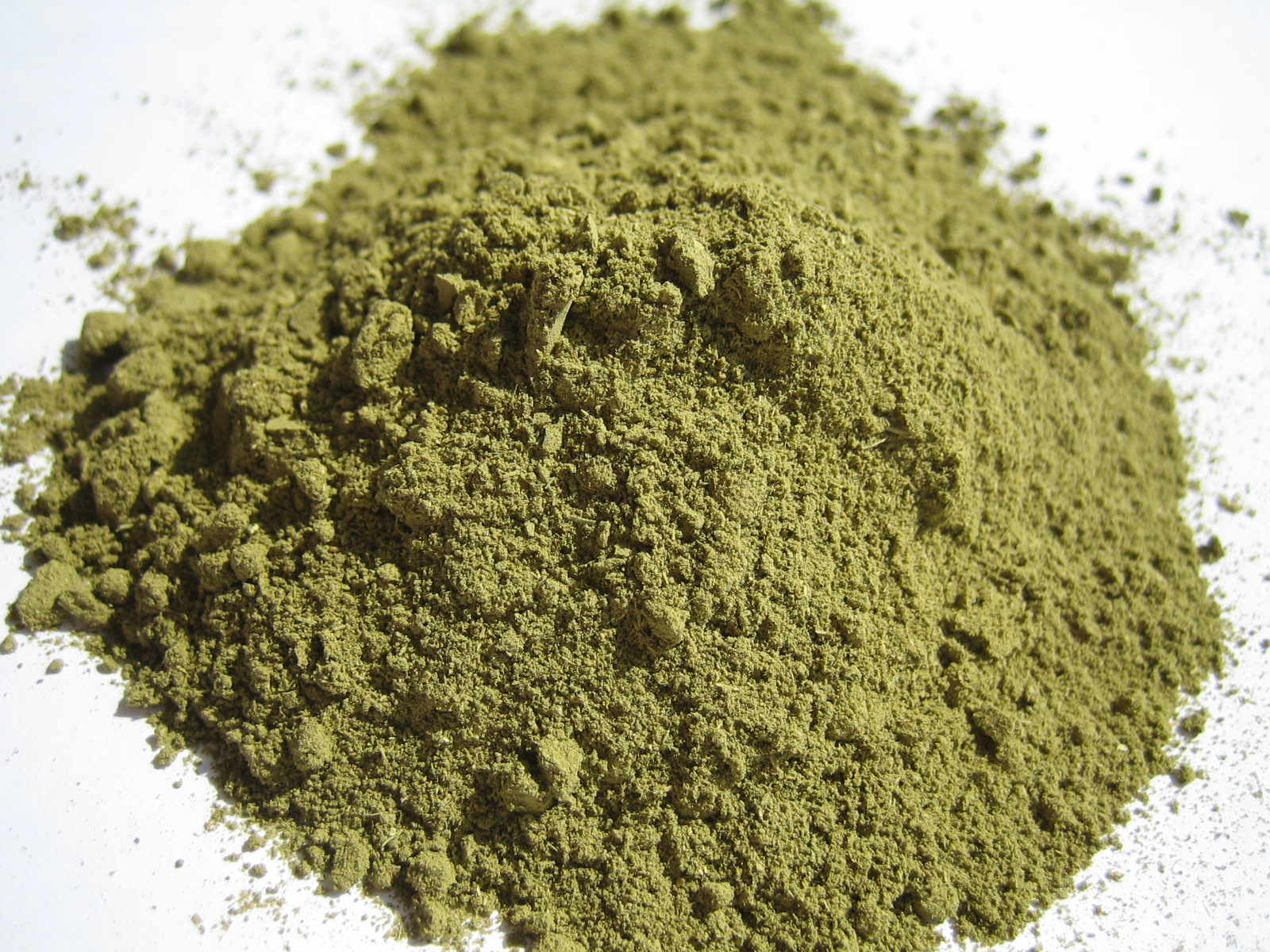
Henna för hår.
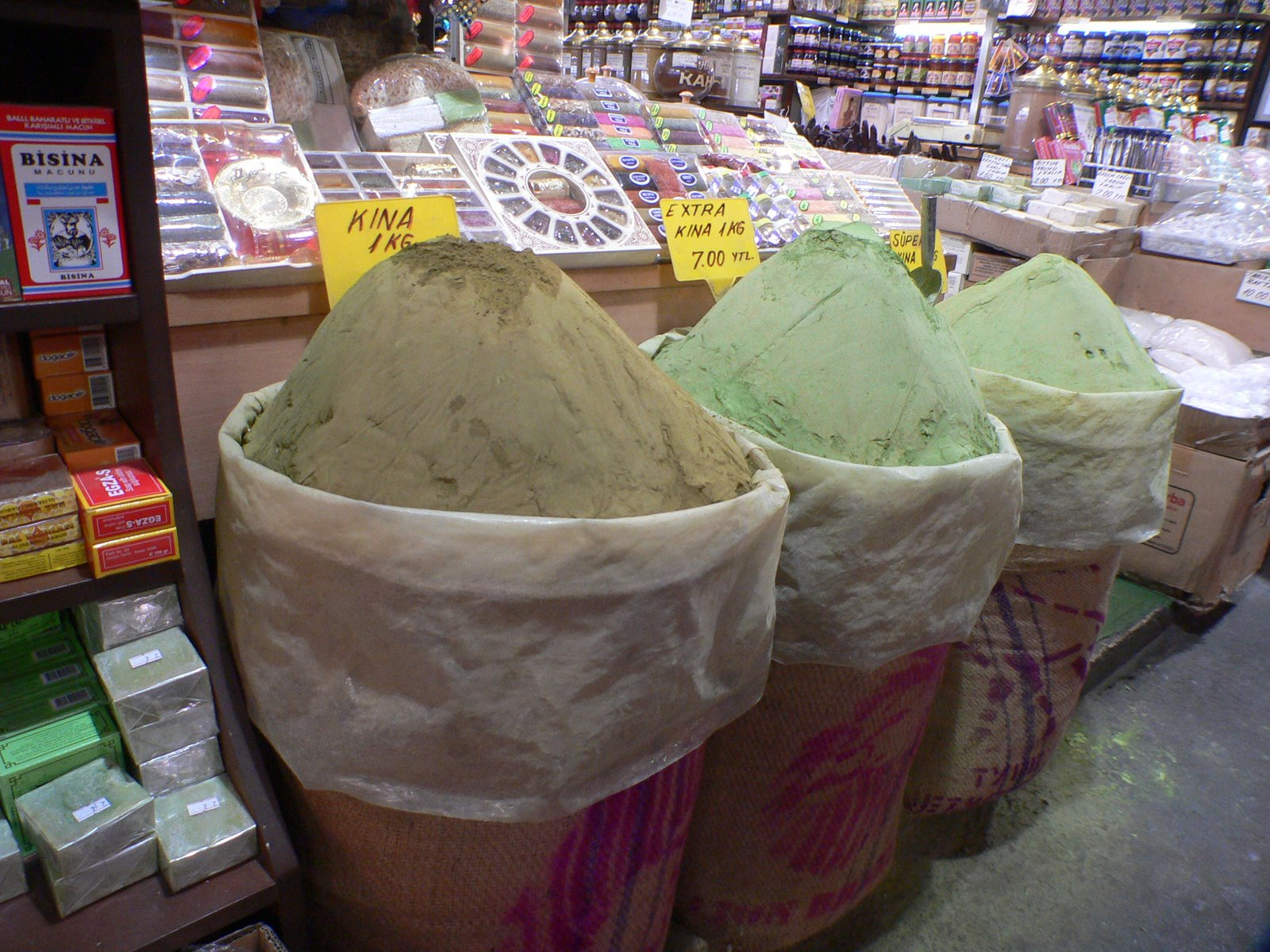
Henna på en egyptisk marknad i Istanbul.
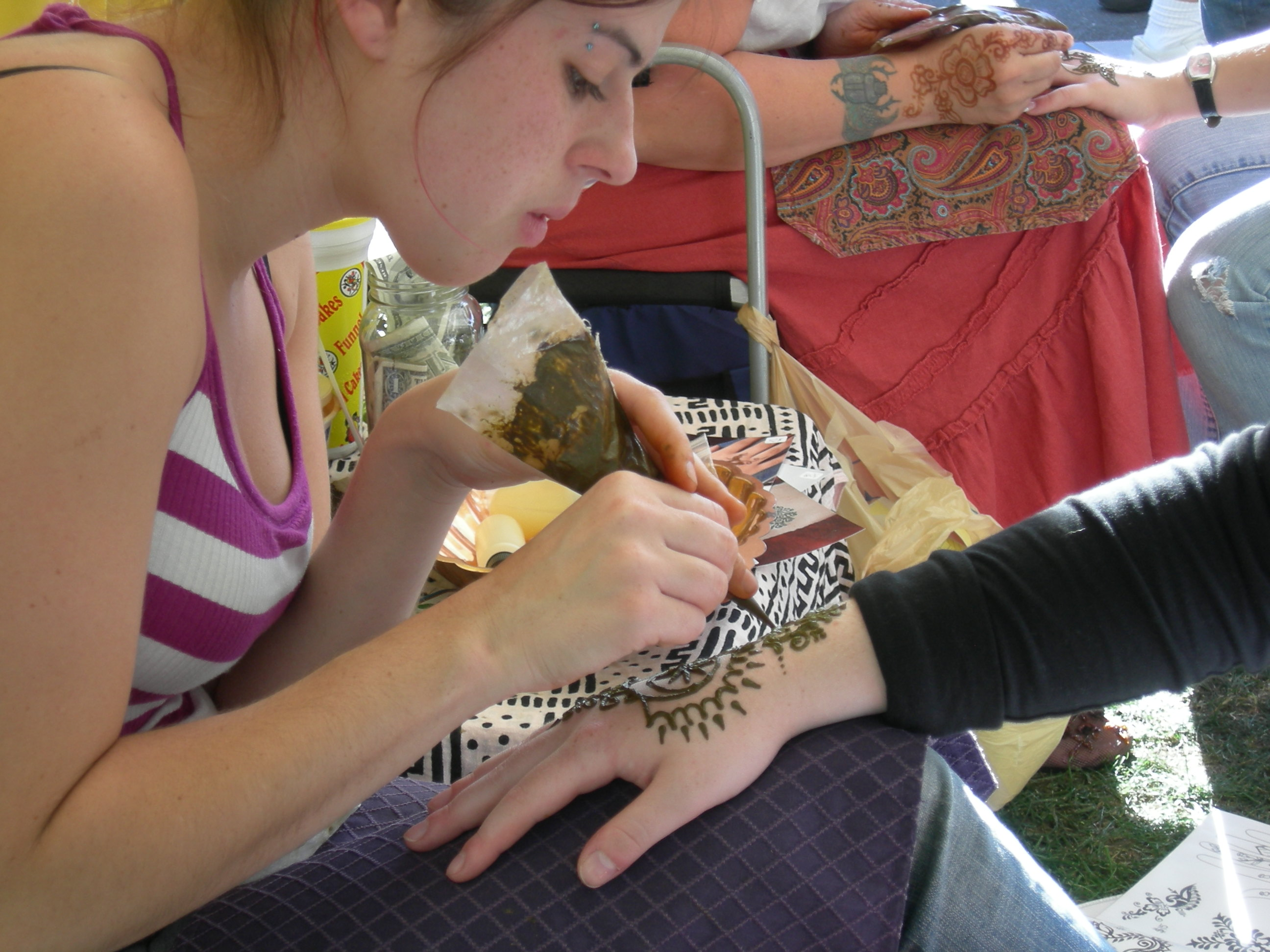
Hennatatuering i Seattle.